# Higgston (Géorgie)
Higgston est une ville américaine située dans le comté de Montgomery, en Géorgie. Selon le recensement de 2020, sa population est de 314 habitants.